# Rose of the World (pel·lícula de 1925)

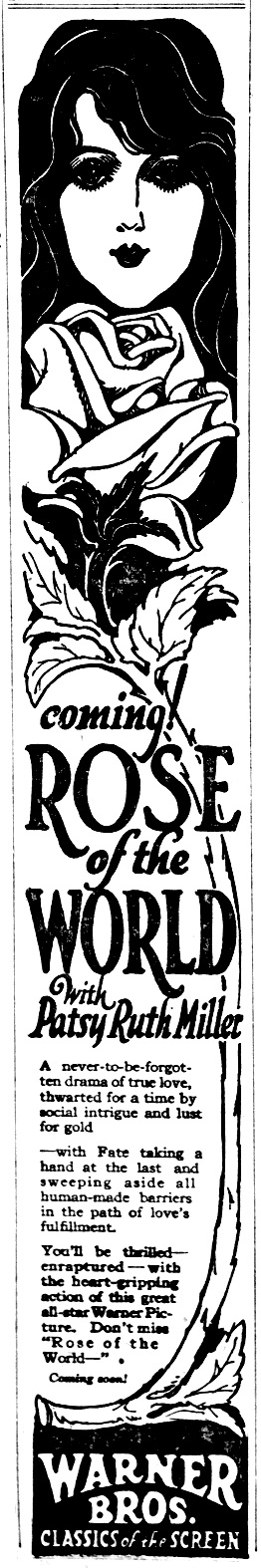
Anunci de la pel·lícula

Rose of the World és una pel·lícula muda de la Warner Bros. dirigida per Harry Beaumont i protagonitzada per Patsy Ruth Miller. Basada en la novel·la homònima de Kathleen Norris, la pel·lícula es va estrenar el 21 de novembre de 1925.(REF3) es considera una pel·lícula perduda.

## Argument
El ric Jack Talbot s’enamora de Rose Kirby, una noia que té dificultats per arribar a fi de mes però per por que la seva mare no ho aprovi decideix no demanar-li de casar-se amb ell. Més tard Rose es casa amb Clyde Bainbridge, un mal paio que sap que a causa d’un contracte secret, Rose heretarà les empreses de Talbot.
Rose troba el contracte però desconfiant del seu marit decideix no aplicar-lo. Mentrestant, Talbot es casa amb una noia que més tard mor en el moment de donar llum al seu nadó. El pare de Rose, afectat de demència senil, mata per accident Clyde. Rose i Jack es retroben i troben l’amor un en l’altre.

## Repartiment
- Patsy Ruth Miller (Rose Kirby)
- Allan Forrest (Jack Talbot)
- Pauline Garon (Edith Rogers)
- Rockliffe Fellowes (Clyde Bainbridge)
- Barbara Luddy (Cecilia Kirby)
- Alec B. Francis (Gramp Tallifer)
- Helen Dunbar (Mrs. John Talbot)
- Lydia Knott (Mrs. Kirby)
- Edward Peil Jr. (el noi)
- Carrie Clark Ward (Sally Towsey)